# Fistulinella campinaranae
Fistulinella campinaranae är en svampart som beskrevs av Singer 1978. Fistulinella campinaranae ingår i släktet Fistulinella och familjen Boletaceae.   Inga underarter finns listade i Catalogue of Life.